# Изабели Фонтана
Изабели Бергоси Фонтана (порт. Isabeli Bergossi Fontana; Куритиба, 4. јул 1983) бразилска је манекенка.

## Биографија

### Младост и откриће
Изабелили Фонтана је рођена у граду Куритиба, у бразилској држави Парана. Њени родитељи, Марибел Бергоси и Антонио Карлос Фонтана, су италијанског порекла. Са само 13 година, 1996. године, улази у финале такмичења Elite Model Look. Следеће године се из Бразила сели у Милано у Италију.

### Каријера
1999. године, у узрасту од 16 година, Изабели Фонтана се појављује у каталогу женског доњег веша компаније Victoria's Secret. Сликање је проузроковало контроверзе заузетог става Victoria's Secret којим неће користити моделе млађе од 18 година у пословне сврхе. Ускоро, након сликања за Victoria's Secret, добија понуду и потписује за модне куће Versace, Ralph Lauren и Valentino.
Од 1999. године потписује за часописе Sports Illustrated Swimsuit Issue, Marie Claire, ELLE, Vogue, Harper's Bazaar, Numéro, i-D, Arena, и многе друге.
Изабели Фонтана је била заштитно лице неколико маркетиншких реклама укључујући компаније Shiatzy Chen, Armani Jeans, Chanel, Bulgari, Colcci, Disritmia, Dolce and Gabbana, Emporio Armani, Enrique Martinez, Escada, H&M, Helena Rubinstein, Hugo Boss, Hussein Chalayan, Leonisa, Massimo Dutti, Mango M. Officer, Nicole Farhi, Oscar de la Renta, Peter Hahn, Philips, Ralph Lauren, Revlon, Roberto Cavalli, Rosa Chá, Saks Fifth Avenue, Tommy Hilfiger, Triton, Valentino, Versace, Victoria's Secret, Vivara, и друге. Фотографисана од стране Стивена Мајсела, 2004. године, излази на насловну страну америчког часописа Vogue као једна од „модела момента“ (енгл. Models of the Moment).
Изабели Фонтана се може запазити у рекламама за сезону пролеће/лето 2011. године за компаније Escada, Dolce and Gabbana, Uniqlo и Ann Taylor.
Изабели Фонтана је била заштитно лице парфема Viktor & Rolf са мирисом Flowerbomb као и Bvlgari-јев парфем Goldea 2015. године.
2008. године, Изабели дебитује на Форбсовој Листи топ 15 модела са највећом зарадом, сврставши је на 11. место са зарадом од три милиона америчких долара.
Изабели се појављује у неколико бројева „Pirelli-јевог календара“, укључујући и календар из 2011. године, где позира као грчка и римска богиња, фотографисана од стране Карла Лагерфелда.
Учествовала је на такмичењу Мис универзума за 2011. годину као жири.

### Приватни живот
У младости, Изабели Фонтана, је похађала Католичку школу у дистрикту Портао који је у саставу града Куритиба. Често је виђала симболе у облику крста. Римокатолик је. Била је удата за манекена Алвара Жакомосија, али они су се разишли споразумно разводом 2004. године. Њихов заједнички син Сион је рођен 2003. године. Изабели се, након Алвора, удаје за глумца и манекена Анрија Кастелија 10. децембра 2005. године. Њихов син Лукас бива рођен наредне године 23. октобра 2006. године у Сао Паулу. Изабели и Анри су се развели 2007. године. Након Анрија, Изабели се верила за Рохана Марлија, међутим, они прекидају веридбу почетком 2013. године.